# Православ'я в Білорусі
Православна церква — найбільша релігійна конфесія на території сучасної Республіки Білорусь. Загальна кількість православних в країні становить близько 4,5 млн осіб (приблизно половина населення країни), згідно з даними на липень 2010 року, наданим апаратом Уповноваженого у справах релігій і національностей Республіки Білорусь, 58,9% населення Білорусі вважають себе віруючими. З них 82,5% належать до Білоруського екзархату Російської Православної Церкви. Існують оцінки, згідно з якими частка віруючих, що належать до Білоруської православної церкви, становила 73% (або близько 37% від загальної чисельності населення).
Релігія в Білорусі була відокремлена від держави в роки радянської влади. Православ'я традиційно дотримується велика частина білоруського, російського та українського населення республіки.

## Історія
Білоруські землі, в основному, були охрещені  одночасно з іншими землями Київської Русі: з невеликим запізненням на півночі країни, хоча окремі язичницькі традиції зберігалися в поліському регіоні дуже довго і в видозміненому вигляді дійшли до наших днів. У 992 році була заснована Полоцька єпархія, в 1005 році - Туровська. Після монгольської навали на Русь і остаточно до середини XIV століття всі білоруські землі увійшли до складу Великого князівства Литовського, значна частина населення і еліти якого була язичницька. У XIV-XV століттях з перервами існувала Литовська митрополія, що включала в себе єпархії сучасної Білорусі.
У 1385 році великий князь Ягайло уклав Кревську унію з Польщею, однією з умов укладення якої було хрещення язичників Великого князівства Литовського за латинським обрядом. Через створення привілеїв католикам  деяка частина православної шляхти перейшла в католицизм.
З 1458 року єпархії сучасної Білорусі відносилися до Київської митрополії (в унії до 1470 року).
Після Люблінської унії 1569 року одночасно з початком активної полонізації вплив католицизму став посилюватися, причому активну роль в поширенні католицизму грали запрошені єзуїти, серед найбільш яскравих проявів діяльності яких найважливішими є розвиток освіти та будівництво храмів в звичному на той момент стилі бароко.
У 1596 за ініціативи деяких білоруських і українських православних єпископів, а також за підтримки влади Речі Посполитої і Риму була проголошена Брестська унія, що поклала початок існуванню греко-католицької церкви в Білорусі, що зберегла свої обряди, але підкорялася римському папі. Значна частина православного населення і духовенства пручалися насадженню унії. Найбільш відомим прикладом опору є самосуд православних жителів Вітебська над архієпископом Полоцьким Йосафатом Кунцевичем в 1623 році. Багато православних городян об'єднувалися в братства для захисту своїх інтересів.
У момент розквіту Речі Посполитої, католицизм сповідували, за деякими оцінками, до 40% населення Білорусі, в основному на заході країни і в великих містах. У той же час, в 1791 році на території всього Великого князівства Литовського 39% населення були уніатами, 38% - католиками-латинянами, 6,5% - православними і 4% - старообрядцями. Ситуація докорінно змінилася після поділу Речі Посполитої і особливо після 1839 року, коли уніатські парафії були передані у відання Російської православної церкви Російської імперії. Після возз'єднання уніатів з православними, почався поступовий занепад католицизму в країні та зміцнення позицій православ'я.
Вітчизняна війна 1812 року завдала шкоди православним храмам Білорусі - у Мінській єпархії постраждало 12% церков, в Могильовській - 3%. Збиток культовим будівлями Білорусі був менше, ніж на окупованих французами великоруських землях (наприклад, в Смоленській губернії постраждали 252 церкви з 400), що було пов'язано з лояльним ставленням до наполеонівської армії як місцевого населення, так і духовенства (особливо в Могильовській єпархії). За період окупації багато монастирів були розграбовані французами, в ряді випадків реквізовано церковне майно (перш за все їстівні припаси), вилучена власність деяких православних служителів культу, загинула частина церковних документів, були спалені вщент в ході боїв окремі храми. Деякі монастирі настільки постраждали, що після війни стали парафіяльними церквами (Сімеонівський у Бресті, Успенський в Мозирському повіті, Троїцький в Дрогичині, Благовіщенський в Друї). Окупація привела до посилення позицій уніатства і католицизму: деякі православні храми були переведені в уніатські, а католицький єпископ Я. Дедерко зайняв архієрейський будинок Мінського православного єпископа, звідки вивіз собі багато майна (частину він повернув після звільнення). Після звільнення з листопада 1812 року розпочався перехід уніатських храмів назад в православні, на відновлення були виділені кошти (вони, правда, покривали лише частину витрат). У 1917 році на території білоруських губерній (перш за все Могильовської) діяли 27 православних монастирів.
У радянський період, особливо з 1929 року, в Східній Білорусі, як і в цілому по СРСР майже всі церкви були закриті, а служителі культу репресовані. В Українській РСР на 20 грудня 1936 року була закрита 1371 церква, а служби тривали лише в 74.